# Pozzolo Formigaro
Pozzolo Formigaro, (Posseu en piemontès) és un municipi situat al territori de la província d'Alessandria, a la regió del Piemont (Itàlia).
Limita amb els municipis de Bosco Marengo, Cassano Spinola, Novi Ligure, Tortona i Villalvernia.
Pertany al municipi la frazione de Bettole di Pozzolo.

## Galeria fotogràfica

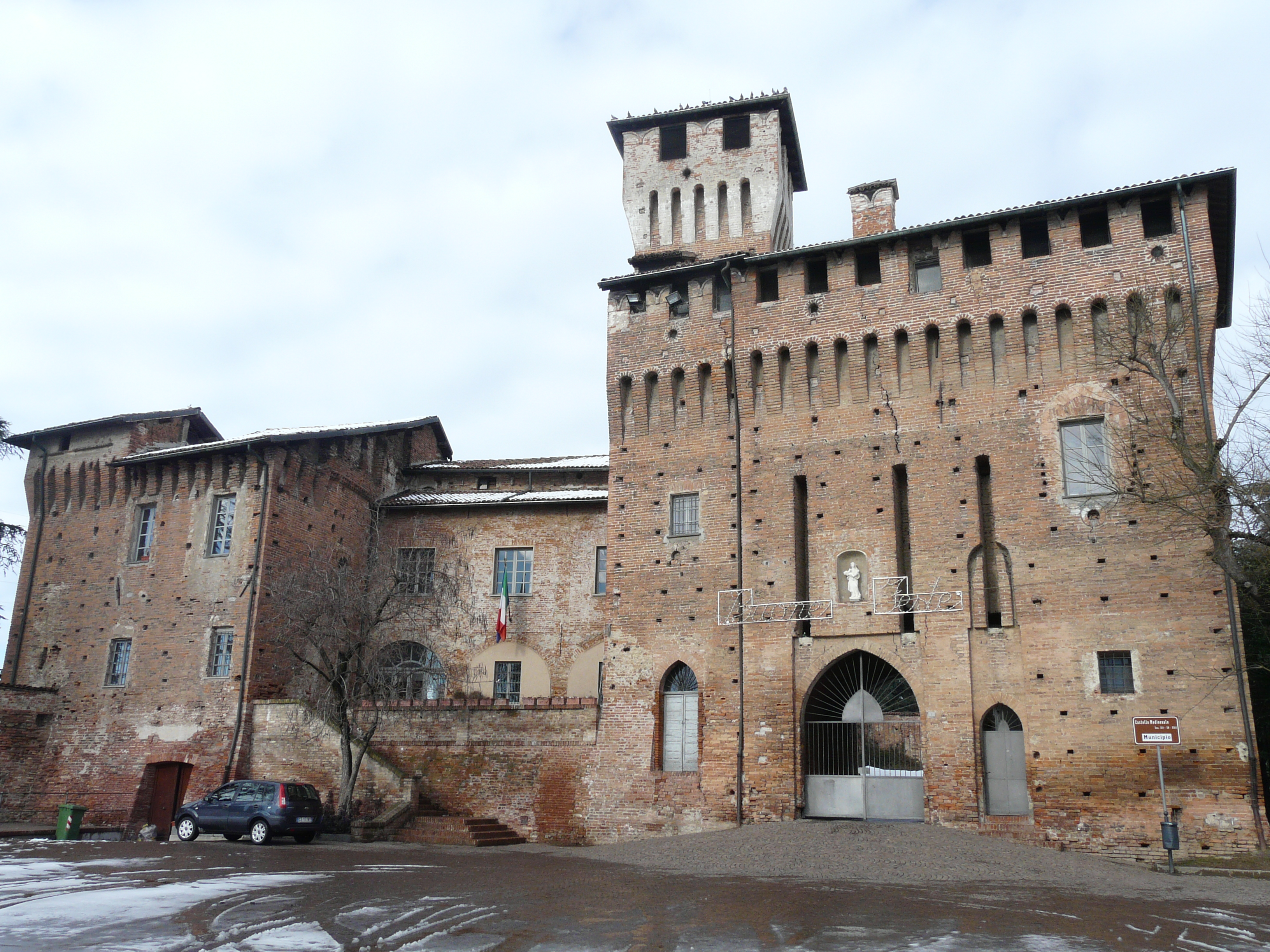
Ajuntament
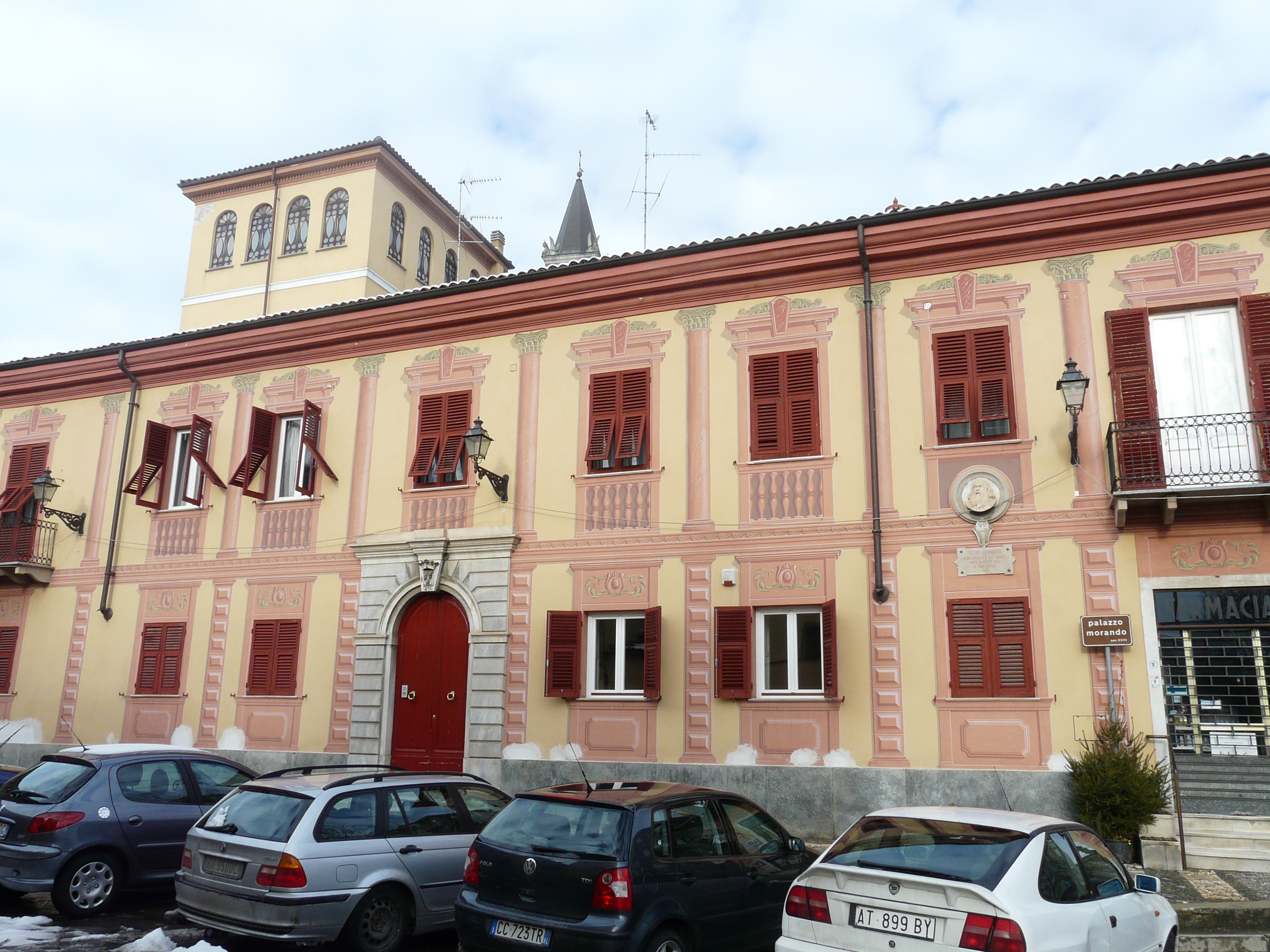
Palazzo Morando
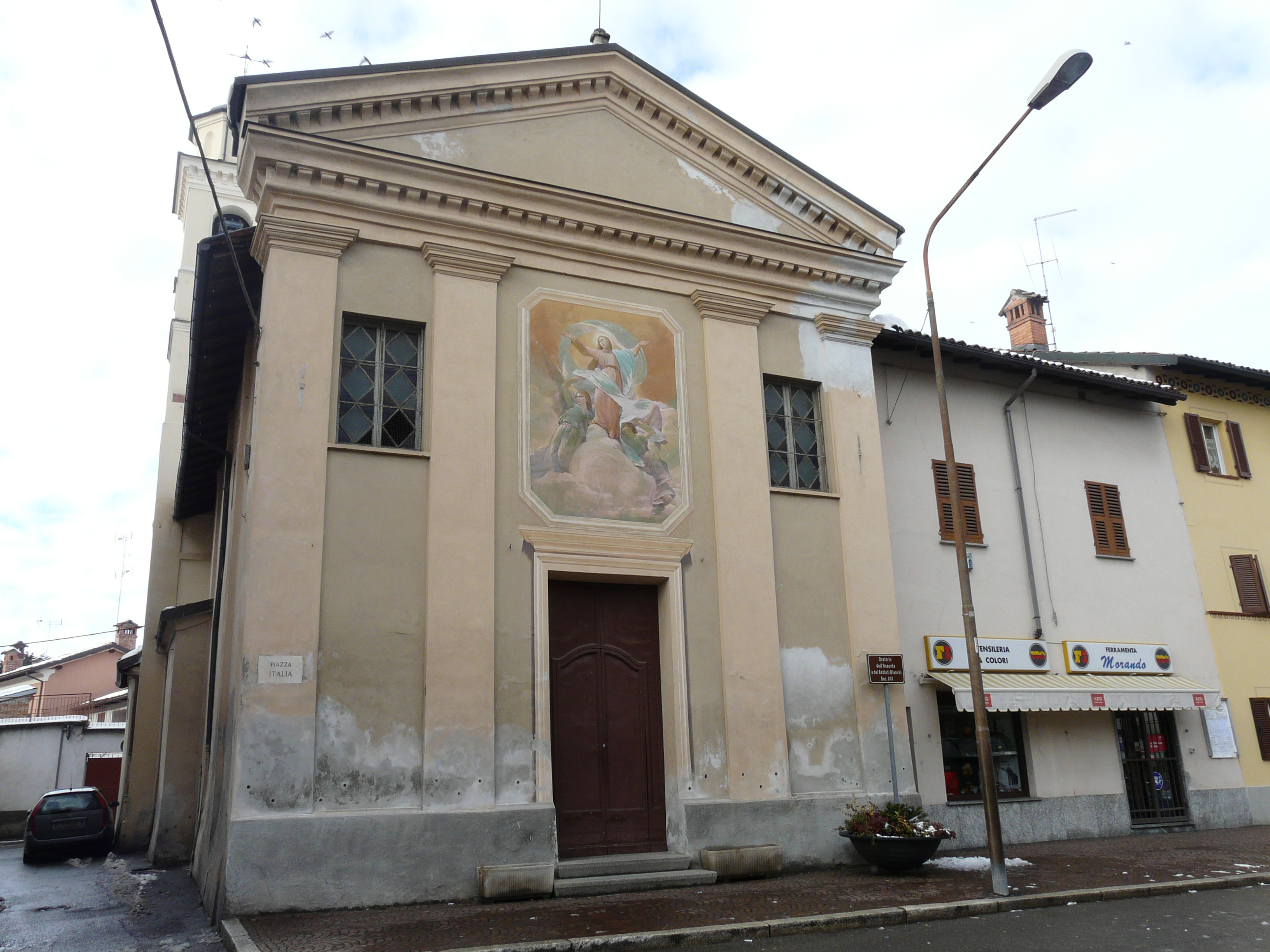
Oratori de l'Assumpció
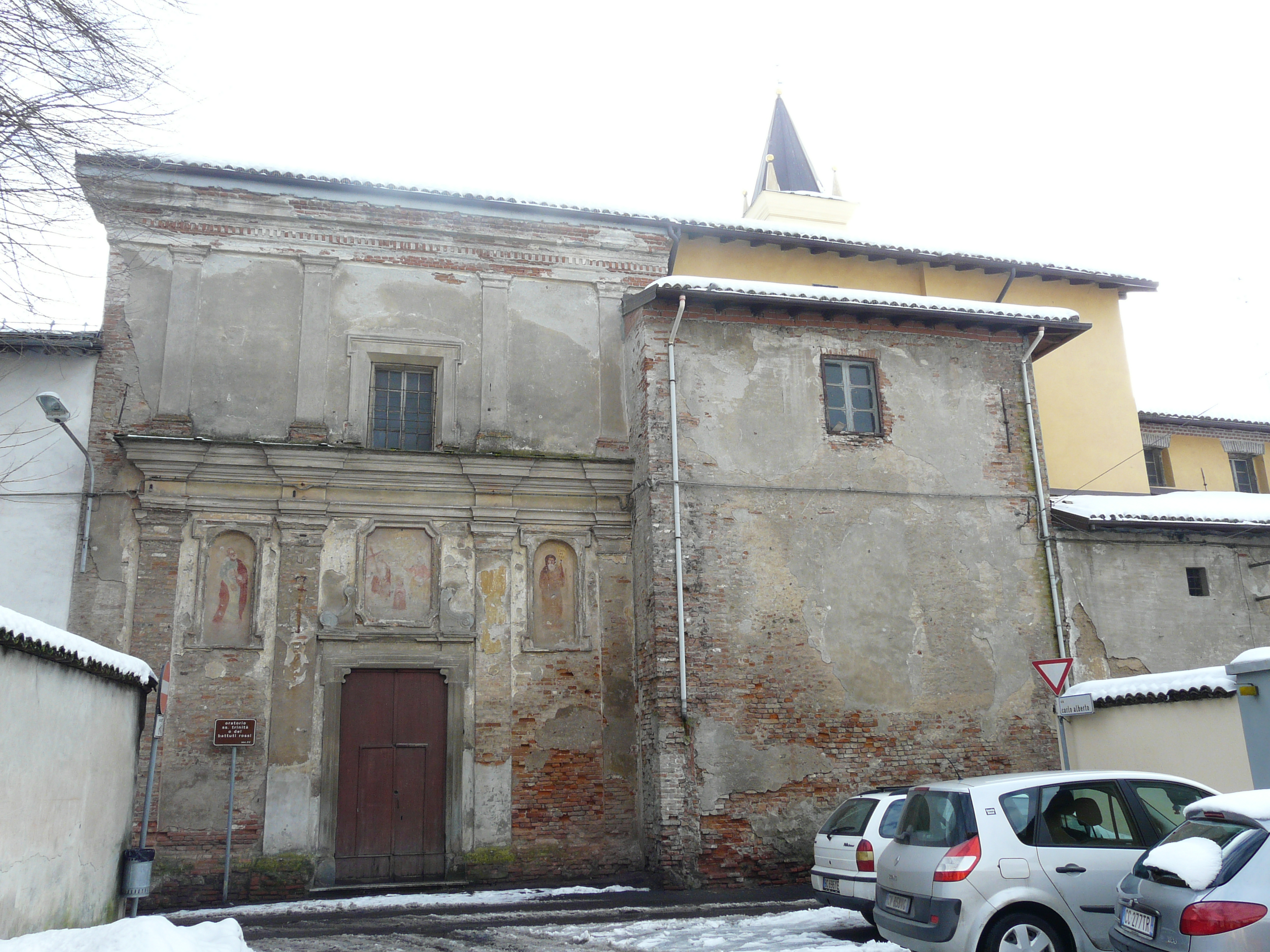
Oratori de la Santíssima Trinitat
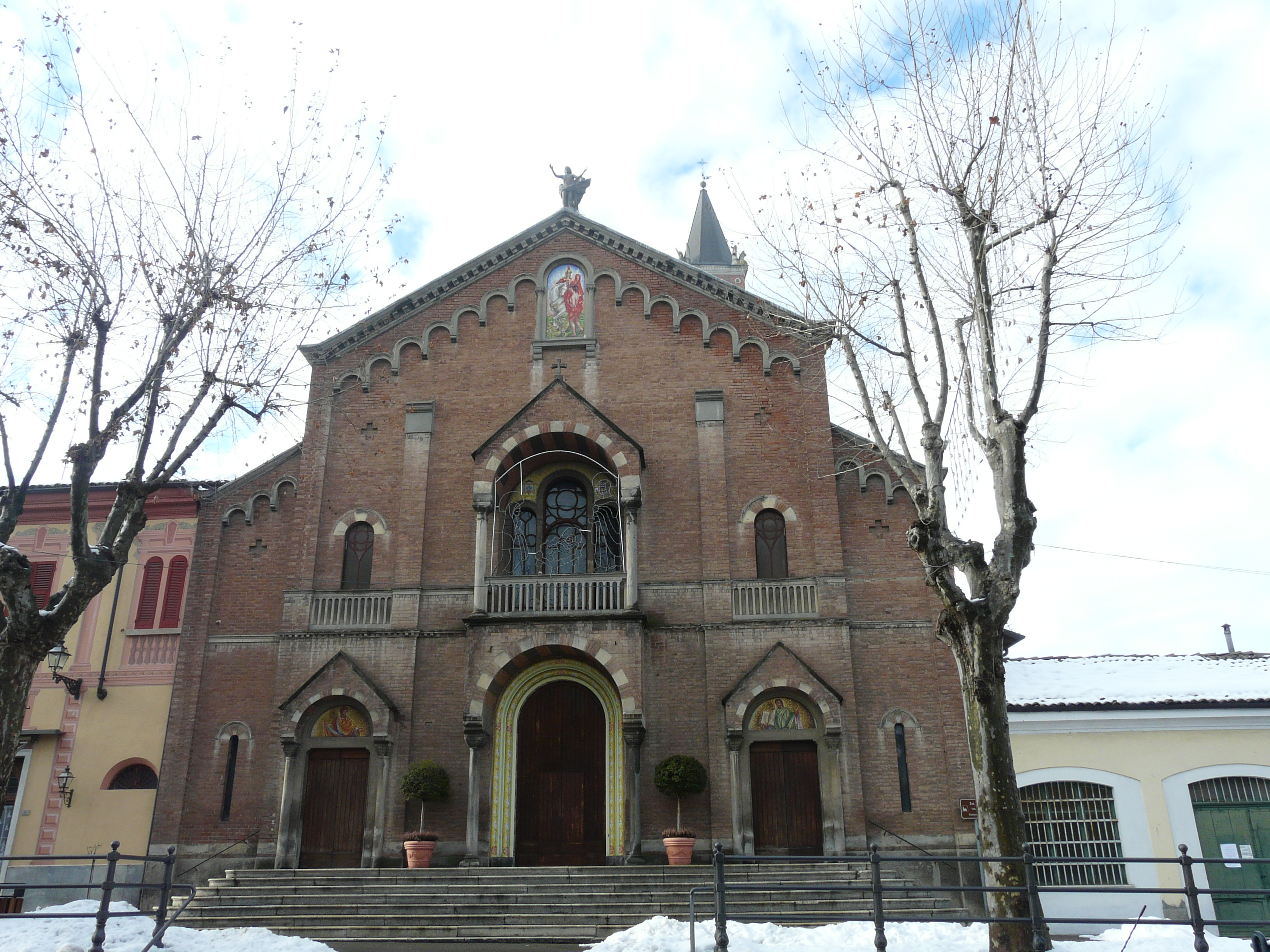
Església de Sant Martí